# Тацукамі-Мару
Тацукамі-Мару — транспортне судно, яке під час Другої світової війни брало участь у операціях японських збройних сил на Тихому океані.
Судно спорудили в 1939 році на верфі Mitsubishi Jukogyo у Кобе для компанії Tatuuma Kisen.
У вересні 1941-го «Тацукамі-Мару» реквізували для потреб Імперського флоту Японії та до 23 жовтня воно пройшло переобладнання в судно для перевезення амуніції.
1—10 грудня 1941-го судно пройшло з Японії на Палау (важлива база на заході Каролінських островів), а 16—17 грудня «Тацукамі-Мару» та ще 16 транспортів вийшли з Палау і попрямували до острова Мінданао, маючи на борту підрозділи 56-ї та 16-ї піхотних дивізій, а також різноманітні підрозділи флоту. Після опівночі 20 грудня загін досягнув району Давао (південне узбережжя Мінданао) та почав висадку десанту, який вже до вечора заволодів цим містом.
6 січня 1942-го «Тацукамі-Мару» та ще 14 транспортних суден вийшли з Дал'яо (поблизу Давао), маючи на борту сили вторгнення на острів Борнео. Ввечері 10 січня загін досяг району острова Таракан (важливий центр нафтовидобувної промисловості), а невдовзі після опівночі 11 січня почалась висадка.
21 січня 1942-го «Тацукамі-Мару» та ще 14 транспортів рушили для висадки десанту в розташованому південніше іншому центрі нафтовидобувної промисловості — Балікпапані. 23 січня на переході конвой атакували літаки, яким вдалось потопити один з транспортів та завдати легких пошкоджень «Тацукамі-Мару». Ввечері того самого дня транспорти прибули до Балікпапану та почали висадку. У перші години 24 січня американські есмінці атакували сили вторгнення і змогли потопити й пошкодити ще кілька суден. Зокрема, есмінці USS Pope, USS Parrott та USS Paul Jones провели торпедну атаку, унаслідок якої одна торпеда поцілила «Тацукамі-Мару», яке вибухнуло і затонуло.